# Textile Vorbehandlung
Unter Vorbehandlung versteht man in der Textiltechnik und -veredelung das Vorbereiten der Textilien für die nächsten Prozessschritte (Färben, Textildruck, Appretur).
Die Textile Vorbehandlung umfasst folgende Bereiche:
- Grobreinigung (Klopfen, Bürsten, Absaugen und Schmirgeln)
- Vorappretur (Sengen, Scheren)
- Entschlichtung
- Beuchen (Alkalisches Abkochen) / enzymatische Reinigung (Textilindustrie)
- Saure Vorbehandlung
- Bleichen
- Mercerisieren / Laugieren / Alkalisierung
- Behandlung mit flüssigem Ammoniak
- Behandlung mit optischen Aufhellern
- Thermofixierung von Synthesefasern